# 彩音凛
彩音 凛（あやね りん、1981年2月10日 - ）は、東京都出身の女優、歌手。音楽活動においては、彩音凛、女優業においては、松波 凛（まつなみ りん）の名義にて活動している。現在の女優業における所属事務所は、八田プロダクション、音楽活動における所属事務所は、レイズイン。以前は、ツーフェイス・プロモーションに所属していた。

## 人物
- 2008年10月1日に、彩音りんから彩音凛に改名。
- 特技は、日舞（花柳流）、マッサージ、タップダンス、テニス、スキー。
- 免許・資格は、栄養士免許、秘書検定2級、普通自動車免許、損害保険資格（募集人・商品・コンプライアンス）。
- 趣味は、映画観賞、睡眠、インターネット、スキューバダイビング。
- 2014年7月1日、女優業の芸名を松波凛に改名[1]。

## ディスコグラフィ

### シングル
- hanabi〜with you〜 （2009年8月19日）
  1. hanabi〜with you〜 （作詞: 彩音凛、作曲: 黒兎）
  2. マネキン （作詞: 奈津子、作曲: HAWARD KILLY）
- KIZUNA （2011年9月7日）
  1. KIZUNA （作詞: 彩音凛、作曲: 黒兎）
  2. ナミダノアトニ （作詞: 彩音凛、作曲: Vegaltair）

## 主な出演作品

### テレビ
- 中居正広の金曜日のスマたちへ - 赤レギュラー
- 『ぷっ』すま
- そのとき胸が熱くなった

### ラジオ
- ラジオボンバー(調布FM、2009年5月16日）
- 渋谷Village Voice(渋谷FM、2012年10月 - 2013年）

### インターネットテレビ
- 夜遊びメールバトル火曜（あっ!とおどろく放送局、2007年4月3日 - 2009年6月23日）

### 映画
- アイ・マイ・ミー・マイン（山形国際映画祭スカラシップ作品、渡辺賢一監督）
- フォーク＆バレット 〜サヨウナラ戦争〜（配給：株式会社MIRAI、脚本・監督：山本淳一、2008年11月公開）

### 映像
- インディーズショートフィルム「ALISON」「祖母に捧げるオマージュ」

### 舞台
- 「森本薫のまなざし〜赦せない行為〜」
- 「ガンペ・ごろつき」（作：立川流真打 立川談慶 / 演出：新藤栄作）
- 2006年11月：「どツボッ!!」（作・演出：中津留章仁（trashmasters））
- 2007年10月：「世間話」（作・演出：中津留章仁（trashmasters））
- 「上海、そして東京の屋根の下で〜服部良一物語〜」（作・演出：青木哲也、サンハロンシアター）
- 2007年12月：劇団コラソン第2回公演　「トペ・コンヒーロー」（作：西永貴文(猫☆魂) / 演出・鬼頭理三）
- 2008年4月：キティフィルムプロディース　劇団たいしゅう小説家「オープン・The・Show」（作・演出：吉村ゆう）
- 2009年3月：劇団コラソン第3回公演　「サポーターズ」（作・演出：深寅芥（空間ゼリー））
- 2009年5月：劇団コラソン第4回公演　「先輩かっけーっす!」（作・演出：植田朝日）
- 2010年7月：杉崎真宏プロデュース公演　「男×女 vol.2」（作：杉崎真宏 / 演出：西山裕之）
- 2010年12月：中津留章仁LOVERS vol.2　「灰色の彼方」（作・演出：中津留章仁（trashmasters））
- 2011年9月：劇団コラソン11回公演　「もしドラ〜コラソン版〜」（作・演出：植田朝日）
- 2012年4月：東京カンカンブラザーズ第3回公演　「溺愛〜何かが足りない日曜日〜」（作・演出：川口清人） - 主演
- 2012年5月：音楽劇　「伝えたくて」（作・演出：今村進）
- 2012年7月：『かたつむり』その弐「紫陽花ノ章」（演出：安井ひろみ / 主演：夏樹陽子）
- 2012年8月：Kitten Dance Planet vol.6 「Letter 〜遠位型ミオパチーという病を抱えた青年とその飼い猫の物語〜」
- 2012年9月：『かたつむり』その参「彼岸花ノ章」（演出：安井ひろみ / 主演：夏樹陽子）
- 2012年10月：東京カンカンブラザーズ第4回公演　「ピエロの涙と僕の羽根」（作・演出：川口清人）
- 2012年11月：音楽劇　「KIZUNA」（作・演出：今村進） - 主演
- 2013年1月：劇団きみにほ 「鉄道員 ぽっぽや」（作・演出：田中優樹 / 主演：勝野博）
- 2013年4月：東京カンカンブラザーズ第5回公演　「Dearパパ〜地球が逆に回っても〜」（作・演出：川口清人）
- 2013年7月：劇団め組　よぎんち公演　「タイムカプセル」（作・演出：川口清人）
- 2013年9月：Kitten Dance Planet vol.8 「Letter 〜遠位型ミオパチーという病を抱えた青年とその飼い猫の物語〜」
- 2013年11月：G&Gプロデュース　「秋宵〜遠い日の宴〜」（作・演出：田中優樹）
- 2014年4月：東京カンカンブラザーズ第7回公演　「春がハーモニカを吹く理由」（作・演出：川口清人）

### CM
- VP　資生堂
- CM Home’S ウェブCM
- CM Lクリニック

### モデル
- 角川春樹事務所『美人market』専属モデル

### 雑誌
- トレンドワゴン
- popteen
- BOMB

### 司会
- 社団法人全国産業廃棄物連合会会合 - 司会
- 魔法招会マジックショー - MC

### ナレーション
- 園児ぇるビデオ 園紹介ビデオ - ナレーション
- チャンベビ(アーティスト)プロモーションビデオ - ナレーション